# غيلبرت جونسون
غيلبرت جونسون (بالإنجليزية: Gilbert Johnson)‏ هو جندي أمريكي، ولد في 30 أكتوبر 1905 في Mount Hebron, Alabama ‏ في الولايات المتحدة، وتوفي في 5 أغسطس 1972 في جاكسونفيل في الولايات المتحدة.